# Boucle salaires-prix
La boucle salaires-prix est un phénomène macroéconomique d'entraînement réciproque entre les augmentations de salaires et l'augmentation du niveau des prix, à savoir l'inflation. Il s'agit d'un effet pervers des augmentations de salaires en situation d'inflation.

## Concept
L'inflation est une augmentation généralisée et entretenue du niveau des prix. Les salaires n'augmentant généralement pas en même temps que le niveau des prix, l'inflation équivaut à une chute du salaire réel (le salaire corrigé de l'inflation). Cela peut déboucher sur des négociations salariales afin de faire augmenter les salaires et défendre le pouvoir d'achat des travailleurs. Cela paraît d'autant plus nécessaire que la chute des salaires réels réduit la demande, et donc les perspectives de profit des entreprises, qui peuvent alors licencier.
La boucle salaires-prix est le phénomène par lequel la hausse des salaires, nécessaire pour rétablir le pouvoir d'achat réel des travailleurs, provoque une augmentation de l'inflation en retour. Cela peut être causé par le lien entre les salaires et les coûts de production, dans le cas où les hausses salariales entraînent une hausse forte du coût de production des biens. Les entreprises rétablissent alors leurs marges en augmentant les prix. Si le niveau des salaires n'est pas rétabli, il peut aussi se produire un enclenchement d’une boucle « prix-profits », autrement dit d’une inflation par les profits, dont le coût est supporté par les travailleurs sous forme de baisse de leur pouvoir d’achat.
La croissance économique et les gains de productivité peut provoquer une hausse du revenu disponible et donc de la consommation ; si l'offre n'augmente pas aussi vite que la demande, les prix augmentent.
L'idée selon laquelle l'augmentation des prix provoque une augmentation décalée des salaires est à la base de la courbe de Philips.

## Historique
Les Trente Glorieuses sont marquées, notamment en France, par une boucle salaires-prix importante. Cette boucle est d'autant plus forte que les salaires sont alors indexés sur l'inflation. Cela provoque des épisodes d'inflation après les chocs pétroliers. Les autorités suppriment l'indexation des salaires sur les prix afin de briser ces tensions inflationnistes.

## Vérification empirique
Dans un article de 2021, la Banque centrale européenne synthétise des études récentes qui explorent la réalité de la boucle salaires-prix. Les études empiriques tendent à montrer que le lien de causalité entre les salaires et l'inflation a chuté dans les années 2010. Ce lien serait plus fort dans les pays de l'Union européenne qu'aux États-Unis. 
Une étude de Bobeica et ses coauteurs montre, en 2019, que la transmission de l'augmentation des salaires à l'augmentation du niveau des prix est d'autant plus forte que l'inflation est déjà élevée.
Néanmoins, une étude du Fonds Monétaire International parue le 11 novembre 2022, semblerait remettre en cause la validité de la boucle salaires-prix. Pour ces économistes : « les boucles prix-salaires, définies comme une accélération continuelle des prix et des salaires, sont difficiles à identifier dans les données historiques »,.
En 2023, une étude de la Banque de France trouve que les boucles prix-salaires sont moins probables dans les économies où les salaires ne sont pas indexés sur l'inflation, car ce mécanisme permet une plus faible transmission de l'inflation réalisée aux anticipations des agents, ancrant ainsi une inflation faible dans les anticipations des acteurs.